# بطولة اتحاد آسيان لكرة القدم 1998
بطولة اتحاد آسيان لكرة القدم 1998 المعروفة رسمياً باسم كأس النمر 1998، هي النسخة الثانية من بطولة اتحاد آسيان لكرة القدم والتي أقيمت في فيتنام. لعبت مباريات المجموعة أ التي ضمت إندونيسيا، وتايلاند، وميانمار والفلبين في مدينة هو تشي مينه. بينما لعبت مباريات المجموعة ب في العاصمة هانوي وتألفت من فيتنام، وماليزيا، وسنغافورة ولاوس.

## التصفيات المؤهلة
سمح لأربع منتخبات من التأهل مباشرة إلى النهائيات.
- إندونيسيا (1996 صاحب المركز الرابع)
- ماليزيا (1996 الوصيف)
- تايلاند (حامل اللقب)
- فيتنام (المستضيف وصاحب المركز الثالث)

تمكنت أربعة منتخبات من حجز مقاعدها عبر عملية التأهل.
- ميانمار (متصدر المجموعة أ)
- سنغافورة (متصدر المجموعة ب)
- لاوس (وصيف المجموعة المجموعة أ)
- الفلبين (وصيف المجموعة المجموعة ب)

## فعاليات البطولة
- جميع الأوقيات حسب ت ع م+7.

### مرحلة المجموعات

#### المجموعة أ
| فريق      | لعب | ف | ت | خ | له | عليه | ف.أ | نقاط |
| --------- | --- | - | - | - | -- | ---- | --- | ---- |
| تايلاند   | 3   | 2 | 1 | 0 | 7  | 4    | +3  | 7    |
| إندونيسيا | 3   | 2 | 0 | 1 | 11 | 5    | +6  | 6    |
| ميانمار   | 3   | 1 | 1 | 1 | 8  | 9    | −1  | 4    |
| الفلبين   | 3   | 0 | 0 | 3 | 3  | 11   | −8  | 0    |

| إندونيسيا                                  | 3 – 0 | الفلبين |
| ------------------------------------------ | ----- | ------- |
| ويدودو 15' · بيما 42' (ركلة.) · أوستون 65' |       |         |

| تايلاند     | 1 – 1 | ميانمار       |
| ----------- | ----- | ------------- |
| ووراووت 15' |       | أونغ كينه 65' |

| تايلاند                                  | 3 – 1 | الفلبين      |
| ---------------------------------------- | ----- | ------------ |
| ووراووت 21' · كريتسادا 57' · كيارونغ 86' |       | غونزاليز 30' |

| إندونيسيا                                                                                            | 6 – 2 | ميانمار                       |
| --- | ----- | ----------------------------- |
| آجي 15' (ركلة.) · ويدودو 30' · مين أونغ 39' (ه.ع.) · بيما 54' · ميرو 75' (ركلة.) · مين تو 77' (ه.ع.) |       | ميو هلاينغ وين 1'، 85' (ر.ج.) |

| ميانمار                                                      | 5 – 2 | الفلبين           |
| ------------------------------------------------------------ | ----- | ----------------- |
| وين هتيكه 21' · ميو هلاينغ وين 43'، 85' · أونغ كينه 78'، 80' |       | غونزاليز 25'، 30' |

| تايلاند                                      | 3 – 2 | إندونيسيا          |
| -------------------------------------------- | ----- | ------------------ |
| كريتسادا 62' · تيردساك 86' · مرشد 90' (ه.ع.) |       | ميرو 52' · آجي 84' |

#### المجموعة ب
| فريق     | لعب | ف | ت | خ | له | عليه | ف.أ | نقاط |
| -------- | --- | - | - | - | -- | ---- | --- | ---- |
| سنغافورة | 3   | 2 | 1 | 0 | 6  | 1    | +5  | 7    |
| فيتنام   | 3   | 2 | 1 | 0 | 5  | 1    | +4  | 7    |
| ماليزيا  | 3   | 0 | 1 | 2 | 0  | 3    | −3  | 1    |
| لاوس     | 3   | 0 | 1 | 2 | 2  | 8    | −6  | 1    |

| ماليزيا | 0 – 2 | سنغافورة                |
| ------- | ----- | ----------------------- |
|         |       | علي 17' · قمر الدين 42' |

| فيتنام                                                       | 4 – 1 | لاوس         |
| ------------------------------------------------------------ | ----- | ------------ |
| نغوين هونغ سون 30' · نغوين فان سي 43' · لي هوين دوك 85'، 90' |       | تشانيفون 55' |

| ماليزيا | 0 – 0 | لاوس |
| ------- | ----- | ---- |
|         |       |      |

| فيتنام | 0 – 0 | سنغافورة |
| ------ | ----- | -------- |
|        |       |          |

| سنغافورة                                   | 4 – 1 | لاوس           |
| ------------------------------------------ | ----- | -------------- |
| زاينال 3' · قمر الدين 9'، 15' · دايمان 58' |       | فونيفاتشان 30' |

| فيتنام             | 1 – 0 | ماليزيا |
| ------------------ | ----- | ------- |
| نغوين هونغ سون 50' |       |         |